# مايك أليسي
مايك أليسي (بالإنجليزية: Mike Alessi)‏ هو متسابق دراجات نارية أمريكي، ولد في 19 مايو 1988 في كانوغا بارك ‏ في الولايات المتحدة.

## وصلات خارجية
- الموقع الرسمي